# 锡西亚岛

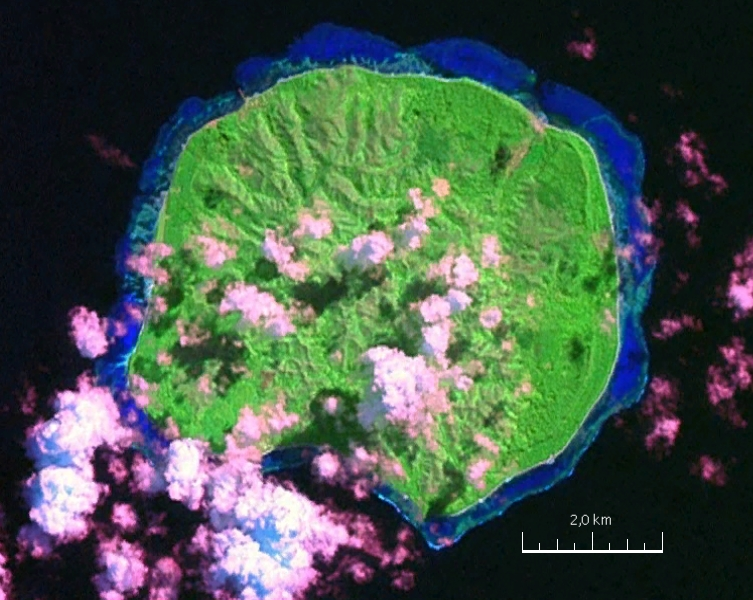

錫西亞島（發音：[ðiˈði.a]）是斐濟的島嶼，位於太平洋海域，距離塔韋烏尼島約120公里，屬於劳群岛的一部分，長6.8公里、寬6.4公里，面積34平方公里，最高點海拔高度165米。